# John Engel
John Engel es un deportista estadounidense que compitió en vela en la clase Soling. Ganó tres medallas en el Campeonato Mundial de Soling entre los años 1983 y 1986.

## Palmarés internacional
| \| Campeonato Mundial \| Campeonato Mundial \| Campeonato Mundial \| Campeonato Mundial \| \| Año \| Lugar \| Medalla \| Clase \| \| ------------------ \| ------------------------------ \| ------------------ \| ------------------ \| \| 1983 \| San Francisco (Estados Unidos) \| Medalla de plata \| Soling \| \| 1985 \| Sarnia (Canadá) \| Medalla de oro \| Soling \| \| 1986 \| La Trinité-sur-Mer (Francia) \| Medalla de plata \| Soling \| |                                |                  |        |
| Campeonato Mundial |                                |                  |        |
| Año | Lugar                          | Medalla          | Clase  |
| 1983 | San Francisco (Estados Unidos) | Medalla de plata | Soling |
| 1985 | Sarnia (Canadá)                | Medalla de oro   | Soling |
| 1986 | La Trinité-sur-Mer (Francia)   | Medalla de plata | Soling |